# 福岡県道451号英彦山添田線
福岡県道451号英彦山添田線（ふくおかけんどう451ごう ひこさんそえだせん）は、福岡県田川郡添田町を通る一般県道である。

## 概要
田川郡添田町大字津野から田川郡添田町大字添田に至る。

### 路線データ
- 起点：福岡県田川郡添田町大字津野（国道500号交点）
- 終点：福岡県田川郡添田町大字添田（添田町民会館交差点、福岡県道52号八女香春線交点）

## 路線状況

### 重複区間
- 福岡県道418号英彦山香春線（田川郡添田町大字津野 地内）

## 地理

### 通過する自治体
- 田川郡添田町

### 交差する道路
| 交差する道路                           | 交差する場所 | 交差する場所              |
| -------------------------------------- | ------------ | ------------------------- |
| 国道500号                              | 大字津野     | 起点                      |
| 福岡県道418号英彦山香春線 重複区間起点 | 大字津野     |                           |
| 福岡県道418号英彦山香春線 重複区間終点 | 大字津野     |                           |
| 福岡県道52号八女香春線                 | 大字添田     | 添田町民会館交差点 / 終点 |

### 沿線
- 英彦山
- 添田町立添田小学校（終点付近）
- 添田町立添田中学校（終点付近）

### 峠
- 戸立峠（田川郡添田町）